# 45-я пехотная дивизия (вермахт)
45-я пехотная дивизия (нем. 45. Infanterie-Division) — пехотная дивизия вермахта, принимавшая участие во Второй мировой войне.

## История
В состав вермахта вошла в 1938 году, будучи до этого 4-й австрийской дивизией, и в итоге была переформирована в 45-ю пехотную дивизию.
В 1939 году во время Польской кампании находилась на правом крыле группы армий «Юг» Герда фон Рундштедта. Захватила город Пшемысль и сражалась за Олешице.
В 1940 году участвовала во Французской кампании, прошла Люксембург и Бельгию, с большими потерями форсировала реку Эна. Преследовала отступающего противника от Марны до города Невер на Луаре. В этой кампании дивизия потеряла около 200 человек.
Во время немецкого вторжения в СССР действовала в составе 12-го армейского корпуса 2-й танковой группы группы армий «Центр». Дивизия имела задачу овладеть Брестской крепостью, для чего сверх штатной артиллерии была усилена 9 батареями тяжелых миномётов, 2 дивизионами мортир калибра 210 мм, 2 самоходными сверхтяжелыми мортирами системы «Карл» калибром 600 мм. По плану крепость должна быть взята к 12 часам дня 22 июня, а затем дивизия должна была наступать на Пинск. Однако при штурме Брестской крепости, несмотря на мощный предварительный огневой налёт и вызванные им большие разрушения и пожары в крепости, дивизия увязла в боях. Только в течение дня 22 июня 1941 года потери дивизии составили 21 офицер и 290 унтер-офицеров и солдат (то есть в полтора раза больше, чем за всю Французскую кампанию). В полном составе дивизия вела бой за крепость до 3 июля 1941 года, после чего приступила к передаче территории крепости полицейским подразделениям. При этом её пришлось оставить в районе Бреста ещё на 10 дней для пополнения из-за больших потерь. Всего 45-я пехотная дивизия при штурме Брестской крепости потеряла 482 убитых (из них 32 офицера) и свыше 1000 раненых. В докладе командованию командир дивизии отчитался о взятых в плен 7 223 военнослужащих СССР.
В середине июля действовала в составе 35-го армейского корпуса в Полесье.
В октябре — декабре 1941 года участвовала в наступлении на Москву. В декабре 1941 года понесла тяжёлые потери под Ливнами после атаки советских частей в ходе Елецкой наступательной операции. Оставшиеся соединения, находившиеся в болховской группировке немцев, были разгромлены в районе Кривцово в феврале 1942 года. Там к красноармейцам попал весь архив штаба дивизии, в том числе «Боевое донесение о взятии Брест-Литовска» (хранилось в архиве МО СССР, оп.7514, д.1, л. 227—228). Именно из него советское командование впервые узнало правду о боях в Брестской крепости.
В 1943 году дивизия участвовала в боях на Курской дуге. В ходе отступления немецких войск прикрывала оборонительные рубежи Орёл — Брянск — Лопандино, Гомель — Речица (с сентября по ноябрь 1943 года), а также держала оборону на Березине, у Паричи и Бобруйска.
В 1944 году отошла к линии Березина — Днепр — Бобруйск, в боях на которой в июне 1944 года была почти полностью уничтожена, а командир дивизии попал в советский плен. 16 июля 1944 года на базе частей 546-й пехотной дивизии и переформирования остатков разгромленной 45-й пехотной дивизии была создана новая 45-я пехотная дивизия (45. Grenadier-Division). 21 октября 1944 года 45-я пехотная дивизия была переименована в 45-ю народную пехотную дивизию (45. Volksgrenadier-Division).
Затем дивизия сражалась под Варшавой и Радомом, в 1945 году отступив через Силезию к Кенигграцу и далее в Чехословакию, где и сложила оружие в рамках общей капитуляции Германии.
Всего с сентября 1939 по июль 1944 года 45-я пехотная дивизия потеряла 8 432 человека убитыми, ранеными, пленными и пропавшими без вести.

## Организация
|  | 1939 год - 130-й пехотный полк (Infanterie-Regiment 130) - 133-й пехотный полк (Infanterie-Regiment 133) - 135-й пехотный полк (Infanterie-Regiment 135) - 98-й артиллерийский полк (Artillerie-Regiment 98) - 45-й разведывательный батальон (Aufklärungs-Abteilung 45) - 81-й сапёрный батальон (Pionier-Bataillon 81) - 45-й дивизион ПТО (Panzerabwehr-Abteilung 45) - 65-й батальон связи (Nachrichten-Abteilung 65) - 45-й запасной батальон (Feldersatz-Bataillon 45) - войска подчинявшиеся командиру снабжения 45-й пехотной дивизии (Infanterie-Divisions-Nachschubführer 45) |  | 1942 год - 130-й пехотный полк - 133-й пехотный полк - 135-й пехотный полк - 98-й артиллерийский полк - 45-й батальон самокатчиков (Radfahr-Abteilung 45) - 81-й сапёрный батальон - 45-й противотанковый дивизион - 65-й батальон связи - 45-й запасной батальон - войска подчинявшиеся командиру снабжения 45-й пехотной дивизии |  | 1944 год - 130-й гренадёрский полк (Grenadier-Regiment 130) - 133-й гренадёрский полк (Grenadier-Regiment 133) - 135-й гренадёрский полк (Grenadier-Regiment 135) - 98-й артиллерийский полк - 45-й фузилёрский батальон (Füsilier-Bataillon 45) - 81-й сапёрный батальон - 45-й противотанковый дивизион (Panzerjäger-Abteilung 45) - 65-й батальон связи - 45-й запасной батальон - войска подчинявшиеся командиру войск снабжения 45-й народной гренадёрской дивизии (Kommandeur der Infanterie-Divisions-Nachschubtruppen 45) |

## Командующие
- Фридрих Матерна (1 апреля 1938 — 25 октября 1940)
- Герхард Кёрнер (25 октября 1940 — 27 апреля 1941, погиб в результате несчастного случая)
- Фриц Шлипер (27 апреля 1941 — 27 февраля 1942)
- Фриц Кюльвейн (27 февраля 1942 — 25 апреля 1943)
- Ханс фон Фалькенштайн (25 апреля 1943 — 30 ноября 1943)
- Йоахим Энгель (30 ноября 1943 — 27 февраля 1944)
- Густав Гир (27 февраля 1944 — 9 апреля 1944)
- Йоахим Энгель (9 апреля 1944 — 14 июля 1944, пленён советскими войсками в Белоруссии)[4]

## Награждённые Рыцарским крестом Железного креста (12)
- Франц Бергер, 19.07.1940 — фельдфебель, командир штурмовой группы 11-й роты 130-го пехотного полка
- Фридрих Матерна, 05.08.1940 — генерал-лейтенант, командир 45-й пехотной дивизии
- Рудольф фон Бюнау, 15.08.1940 — полковник, командир 133-го пехотного полка
- Хельмут фон Паннвиц, 04.09.1941 — оберстлейтенант, командир 45-го разведывательного батальона
- Эрих Диненталь, 14.12.1941 — обер-лейтенант, командир 2-й (самокатной) роты 45-го разведывательного батальона
- Роберт Зигер, 14.12.1941 — фельдфебель, командир взвода 3-й роты 133-го пехотного полка
- Фриц Шлипер, 27.12.1941 — генерал-майор, командир 45-й пехотной дивизии
- Эдгар-Карл Кене, 02.02.1942 — капитан резерва, командир 1-го батальона 135-го пехотного полка
- Вальтер Лоос, 31.03.1943 — обер-лейтенант, командир 3-го батальона 130-го пехотного полка
- Готтфрид Лёбенштайн фон Айгенхорст, 30.04.1943 — обер-лейтенант резерва, командир 13-й роты 133-го пехотного полка
- Макс Цастров, 06.03.1944 — ефрейтор, пулемётчик 2-й роты 81-го сапёрного батальона
- Герберт Груль, 05.04.1944 — капитан, командир 11-й роты 133-го пехотного полка